# Qurayn Abu al Bawl
Qurain Abu al-Bawl (numit și Gurain al Balbul, Gurain al Bâlbûl, Qurain Abul Bul, Qurayn Aba al Bawl, Qurayn Abā al Bawl, Tuwayyir al Hamir) este cel mai înalt punct din Qatar, cu o altitudine de 103 metri (338 ft). Este situat la sud de peninsulă, în apropiere de granița cu Arabia Saudită.

## Etimologie
„Qurain” este interschimbabil cu „Qarn”, cuvântul arab care corespunde aproximativ dealului nisipos, plat. A doua parte a numelui, romanizată fie ca „Abu al-Bawl”, fie ca „Balboul”, a fost aleasă deoarece dealul este considerat a reprezenta forma unei jucării tradiționale în formă de plat cunoscută sub numele de balboul.